# Orso Ipato
Orso Ipato (Latin Ursus) var den tredje doge i Venedig (726–742) og den første som er kendt historisk. Engang i begyndelsen af 700-tallet blev han valgt til at lede venetianerne og fik titel af dux (hertug) som i den venetianske dialekt blev til doge. 
Orso kom fra Heraclea. Han blev senere anerkendt af den byzantinske kejser Leo 3., som gav ham titlen hypatos (konsul). Hans arvinger antog efternavnet Ipato på basis af denne kejserlige hæderstitel. Orseolo familien stammede nedstammede også fra ham. Efter Orsos voldelige død (snigmyrdet, måske på initiativ af Eutychius, Exarken af Ravenna), var der et interregnum, som blev udfyldt af fire magistri militum inden hans søn, Teodato, blev valgt som den anden historiske doge i Venedig.